# Ryjoszczur
Ryjoszczur (Rhynchomys) – rodzaj ssaków z podrodziny myszy (Murinae) w obrębie rodziny myszowatych (Muridae).  

## Rozmieszczenie geograficzne
Rodzaj obejmuje gatunki występujące endemicznie na filipińskiej wyspie Luzon.

## Morfologia
Długość ciała (bez ogona) 164–196 mm, długość ogona 108–162 mm, długość ucha 21–25 mm, długość tylnej stopy 37–42 mm; masa ciała 110–225 g.

## Systematyka
Rodzaj zdefiniował w 1895 roku angielski zoolog Oldfield Thomas w artykule zatytułowanym Wstępne diagnozy nowych ssaków z północnego Luzonu, zebranych przez pana Johna Whiteheada, opublikowanym w czasopiśmie „The Annals and magazine of natural history”. Gatunkiem typowym jest (oznaczenie monotypowe) ryjoszczur ryjówkowaty (R. soricoides). 

### Etymologia
Rhynchomys: gr. ῥυγχος rhunkhos ‘pysk, ryj’; μυς mus, μυoς muos ‘mysz’.

### Podział systematyczny
Do rodzaju należą następujące gatunki:
| Grafika | Gatunek                | Autor i rok opisu                                        | Nazwa zwyczajowa       | Podgatunki         | Rozmieszczenie geograficzne                                                                           | Podstawowe wymiary                              | Status IUCN |
| ------- | ---------------------- | -------------------------------------------------------- | ---------------------- | ------------------ | --- | ----------------------------------------------- | ----------- |
|         | Rhynchomys soricoides  | O. Thomas, 1895                                          | ryjoszczur ryjówkowaty | gatunek monotypowy | północna część wyspy (Kordyliera Centralna); zakres wysokości: 1600–2695 m n.p.m.                     | DC: 17,8–19,6 cm DO: 13,2–16,2 cm MC: 133–225 g | NT          |
|         | Rhynchomys mingan      | Rickart, Balete, Timm, Alviola, Esselstyn & Heaney, 2019 |                        | gatunek monotypowy | wschodnia część wyspy (południowo-zachodnie zbocza góry Mingan); zakres wysokości: 1475–1785 m n.p.m. | DC: 17,5–19,9 cm DO: 11,8–13,4 cm MC: 132–176 g | NE          |
|         | Rhynchomys tapulao     | Balete, Rickart, Rosell-Ambal, Jansa & Heaney, 2007      | ryjoszczur stokowy     | gatunek monotypowy | zachodnia część wyspy (góra Tapulao); zakres wysokości: około 2025 m n.p.m.                           | DC: 16,4–18,8 cm DO: 12–12,8 cm MC: 129–156 g   | DD          |
|         | Rhynchomys isarogensis | Musser & Freeman, 1981                                   | ryjoszczur isarogański | gatunek monotypowy | południowo-wschodnia część wyspy (góra Isarogi); zakres wysokości: 1125–1750 m n.p.m.                 | DC: 17,7–18,7 cm DO: 10,8–12,6 cm MC: 110–156 g | VU          |
|         | Rhynchomys labo        | Rickart, Balete, Timm, Alviola, Esselstyn & Heaney, 2019 |                        | gatunek monotypowy | południowo-wschodnia część wyspy (północne zbocza góry Labo); zakres wysokości: 1250–1415 m n.p.m.    | DC: 15,7–19,2 cm DO: 9,7–11,4 cm MC: 134–182 g  | NE          |
|         | Rhynchomys banahao     | Balete, Rickart, Rosell-Ambal, Jansa & Heaney, 2007      | ryjoszczur górski      | gatunek monotypowy | południowo-zachodnia część wyspy (góra Banahaw); zakres wysokości: 1250–1625 m n.p.m.                 | DC: – cm DO: – cm MC: – g                       | LC          |

Kategorie IUCN:  LC  – gatunek najmniejszej troski,  NT  – gatunek bliski zagrożenia,  VU  – gatunek narażony;  NE  – gatunki niepoddane jeszcze ocenie.